# 长冈站 (广州市)
长冈站，位于广东省广州市白云区江高镇长岗村，为广石铁路的车站。
车站为中小型信号站，设有两座平房和四条路轨。向西分岔两方向线路：北上为广石铁路主线，接广州北站；南下为江长联络线，接江村站。
车站在规划建设时，根据所在长岗村称作“长岗站”；为避免与沈吉铁路同名车站重名，本站于2020年2月3日定名长冈站。2020年8月12日，车站随广石线长冈至石滩段开通而启用。